# Laura Drasbæk

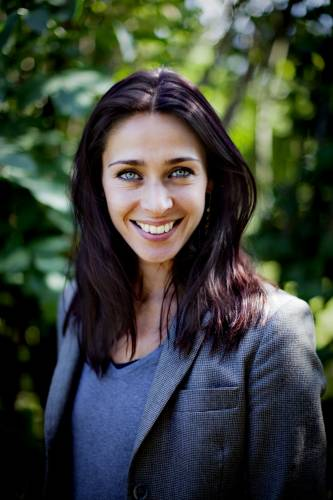
Laura Drasbæk

Laura Drasbæk (* 22. Dezember 1974 in Nørrebro, Kopenhagen) ist eine dänische Schauspielerin.

## Leben
Nachdem Laura Drasbæk bereits in den Filmen Laß die Eisbären tanzen und Die Jungen von St. Petri ihr Filmdebüt gab, sowie in international bekannten dänischen Kinofilmen wie Pusher und Flickering Lights mitspielte, beendete sie erst 2001 am Aarhus Teater ihr Schauspielstudium.
Drasbæk hat zwei Kinder von dem Schauspieler Gerard Bidstrup, war mit dem Musiker Kasper Eistrup verheiratet und ist seit 2011 mit dem Filmemacher Lasse Spang Olsen zusammen.

## Filmografie
- 1990: Laß die Eisbären tanzen (Lad isbjørnene danse)
- 1991: Die Jungen von St. Petri (Drengene fra Sankt Petri)
- 1995: Final Hour (Sidste time)
- 1996: Backstabbed – Spiel der Angst (Mørkeleg)
- 1996: Pusher
- 2000: Flickering Lights (Blinkende lygter)
- 2002: Okay
- 2004: Familien Gregersen
- 2005: Todeshochzeit (Mørke)
- 2006: Anna Pihl – Auf Streife in Kopenhagen (Anna Pihl, Fernsehserie, 3 Folgen)
- 2007: I was a Swiss Banker
- 2007: Kommissarin Lund – Das Verbrechen (Forbrydelsen, Fernsehserie, 13 Folgen)
- 2009–2010: Park Road (Fernsehserie, 22 Folgen)
- seit 2020: Dan Sommerdahl – Tödliche Idylle (Fernsehserie)

## Auszeichnungen
- 2005: Eine Nominierung des dänischen Filmpreises Robert als Beste Hauptdarstellerin für ihre Rolle in Familien Gregersen